# Niverolle de Blanford
Pyrgilauda blanfordi
Espèce
Synonymes
- Montifringilla blanfordi

Statut de conservation UICN

 LC  : Préoccupation mineure
La Niverolle de Blanford (Pyrgilauda blanfordi) est une espèce de passereaux de la famille des Passeridae.

## Répartition
Cet oiseau vit le long du flanc nord de l'Himalaya ; il hiverne dans l'ouest de la Chine.

## Systématique
Elle a été décrite en 1876 par Hume, sous le nom scientifique de Montifringilla blanfordi. Elle a été nommée en l'honneur du naturaliste britannique William Thomas Blanford.

## Sous-espèces
Cet oiseau est représenté par 3 sous-espèces :
- Pyrgilauda blanfordi blanfordi : des montagnes du Tibet jusqu'à Sikkim (Inde) et à l'Ouest de la Chine. Il passe l'hiver en Inde ;
- Pyrgilauda blanfordi ventorum Stegmann, 1932 : dans les montagnes de l'Ouest de la Chine centrale (du Sud-Est de la région autonome du Xinjiang à l'Ouest de la province de Qinghai) ;
- Pyrgilauda blanfordi barbata Prjevalsky, 1887 : dans les montagnes de l'Ouest de la Chine (du Nord-Est de la province de Qinghai aux monts Qilian).